# Gabriele Rossi Osmida
Gabriele Rossi Osmida (Venezia, 24 aprile 1943 – Romano d'Ezzelino, 4 maggio 2020) è stato un archeologo e scrittore italiano, esperto in Storia delle Esplorazioni e delle Scoperte Geografiche della Società Geografica Italiana. Stretto collaboratore di Giancarlo Ligabue, condusse ricerche nella ex Jugoslavia, in Romania, in Egitto, in Sudan, in Madagascar, in Niger, in Iran e in Asia Centrale. Fu lo scopritore in Turkmenistan della civiltà del III-II millennio avanti Cristo divenuta nota col nome di Civiltà delle Oasi.

## Biografia
Nacque a Venezia il 24 aprile 1943. In giovane età fu collaboratore del Museo di storia naturale di Venezia,  specializzandosi nella cura dei reperti provenienti dagli scavi subacquei.  Socio, e poi vicepresidente (2008-2010) del Centro Studi Ligabue, stretto collaboratore del suo fondatore, Giancarlo Ligabue, con Alberto Angela fu anche responsabile della rivista Ligabue Magazine. Nel 1973, insieme a Giancarlo Ligabue, effettuò una spedizione nel deserto del Sahara, in Niger, scoprendo numerosi scheletri fossili di dinosauri,  alcuni dei quali di tipo sconosciuto. Sempre nel 1973 curò per l'editore Longanesi i diari dell'esploratore veneziano Giovanni Miani. Con il volume Italia sommersa nel 1974 vinse il IX Premio Lunigiana e quello della Marina Militare, mentre con  Le caverne e l'uomo: dal culto della dea madre alla speleologia, nel 1976 vinse il Premio Bergamo abbinato alla allora locale Fiera del libro. 
Per il volume Polonia millenaria fu insignito dell'onorificenza dell'Ordine al merito culturale di Polonia il 7 aprile 1986.
Fu Presidente del Centro Studi e Ricerche Venezia-Oriente "Antiqua Agredo" e direttore della collana "I know the Central Asia" prodotta dalla Casa Editrice Il Punto di Padova.
Nel 1996 curò la ristrutturazione del Museo Nazionale di Ashgabat su mandato del Ministero alla Cultura del Turkmenistan e di Eni-AGIP, e fu direttore del progetto "Berel-Altai" (Kazakistan) patrocinato dal Ministero Affari Esteri. Fu responsabile per la parte italiana delle ricerche archeologiche nel progetto congiunto "Gobi Altayn Geo-Archaeology" (Mongolia) promosso dal CNR-IRPI. Honor Professor alla State Academy di Ashgabat (Turkmenistan) dove tenne corsi di propedeutica archeologica e collaborò strettamente con l'Università di Harvard e il Peabody Museum (USA).
Per quasi venti anni condusse missioni archeologiche congiunte italo-turkmene in Margiana, sostenute dal Ministero della Cultura del Turkmenistan e dal Ministero Affari Esteri Italiano. Dal 2001 diresse le ricerche nell'oasi di Adji Kui dove scoprì una nuova civiltà del III-II mill.a.C. divenuta nota col nome di Civiltà delle Oasi. Diresse anche le operazioni di recupero e di restauro del sito cristiano nestoriano di Haroba Kosht (Oasi di Merv, Turkmenistan) con il contributo del Consiglio regionale del Veneto.
Si spense a Romano d'Ezzelino il 4 maggio 2020, e la sua salma fu successivamente tumulata nel cimitero di Oriago.

## Pubblicazioni
- Italia sommersa. I mezzi e le tecniche per riscoprire il nostro passato in fiumi, laghi, mari, con le avventure e i ritrovamenti del Club Muscariello, Longanesi & C., Milano, 1973.
- Diari e carteggi : 1858-1872, con Giovanni Miani, Longanesi & C., Milano, 1973.
- Le caverne e l'uomo: dal culto della dea madre alla speleologia, Longanesi & C., Milano, 1974.
- Madagascar ultimo Gondwana, Erizzo, Venezia, 1976.
- Uomini o vampiri, A. Curcio, Roma, 1978.
- I serpenti di pietra, Minerva italica, Bergamo, 1979.
- I Tesori della terra di Atahualpa : l'Ecuador dalla preistoria agli Inca,  Banca Italiana di Lugano, Lugano, 1982.
- Un'Arte per la bellezza : cosmesi e salute nei secoli, Banca Italiana di Lugano, Lugano, 1984.
- Vivere il Montello, con Ennio Ciaccia, Edizioni della Galleria, Treviso 1984.
- Polonia millenaria, con Jan Jaskanis e Witold Hensel, Istituto Geografico De Agostini, Novara, 1986.
- L'Armata scomparsa di Re Cambise, con Giancarlo Ligabue, Erizzo, Venezia, 1990.
- Il gigante e le piramidi. Nella valle del Nilo con Giovanni Battista Belzoni (1778-1823) fondatore dell'egittologia moderna, RAI-Eri, Roma, 1992.
- Eroe, santo, corsaro? Cristoforo Colombo, Istituto Italiano Edizioni Atlas, Bergamo, 1992.
- Incanto e anatomie del Seno, con Alfonso M. Pluchinotta, Charta, Milano, 1997.
- Documenti inediti di Cipro antica, con Vassos Karageorghis , Canova, Treviso, 1998.
- Margiana Gonur-Depe necropolis. 10 years of excavations by Ligabue Study and Research Centre, Il Punto Edizioni, Trebaseleghe, 2002.
- Seals of the oasis. From the Ligabue collection, con Pierre Amiet, Sylvia Winkelmann, Il Punto Edizioni, Trebaseleghe, 2004.
- Dea madre, Mondadori-Electa, Milano, 2007.
- Gli scavi di Adji Kui, Turkmenistan Vol I, 2007.[N 2]
- Sulla via delle Oasi, tesori dell'Oriente antico, con Giancarlo Ligabue e Pierre Amiet,  Il Punto Edizioni, Trebaseleghe, 2007.
- Animali e mito nel Vicino Oriente antico, con Giancarlo Ligabue e Pierre Amiet,  Il Punto Edizioni, Trebaseleghe, 2008.
- Gli scavi di Adji Kui, Turkmenistan Vol II, Il Punto Edizioni, Trebaseleghe, 2011.
- Haroba kosht. Parco storico-archeologico «Antica Merv», Il Punto Edizioni, Trebaseleghe, 2011.

### Annotazioni
1. ↑  Ne furono recuperati alcuni che ora sono esposti presso il Museo di Storia Naturale di Venezia e al Museo di Paleontologia di Parigi.
2. ↑  Relazione sugli scavi 2003 – 2006.

### Fonti
1. 1 2 3  Il Gazzettino del 7 maggio 2020, p.
2. 1 2 3 4  Agenzia Italia.
3. ↑  Alla ricerca dei dinosauri, in Il Gazzettino, martedì 27 novembre 1973.
4. ↑  Consiglio Regionale Veneto.